# Létající automobil
Létající automobil je dopravní prostředek, jehož účelem je osobní přeprava, podobně jako u dnešního osobního automobilu, je však přidán i pohyb nad zemským povrchem. Přechod z jedné fáze do druhé (konverze pozemní vozidlo – letadlo nebo naopak) většinou vyžaduje určitý proces, který je nutno vykonat manuálně nebo automaticky (např. natažení/zatažení nosných křídel, vysunutí/zasunutí rotoru apod.).

## Historie
Pokusy o sestrojení létajícího automobilu probíhaly již od doby před druhou světovou válkou. Prvním automobilem, který podnikl skutečný let byl Waterman Arrowbile leteckého průkopníka a vynálezce Waldo Watermana. Poprvé vzlétl v roce 1937.
| „                  | Zapamatujte si má slova. Kombinace letadla a automobilu se blíží. Můžete se smát, ale ta doba přijde. (Mark my word: A combination airplane and motorcar is coming. You may smile, but it will come.) | “ |
| — Henry Ford, 1940 | |   |

V roce 1949 předvedl Moulton Taylor svůj létající vůz Taylor Aerocraft, ale do sériové výroby se nedostal.
V roce 1956 požádala americká armáda US Army (resp. její sekce Transportation Corps) letecké výrobce o návrhy na lehké víceúčelové vozidlo, které by kombinovalo všestrannost a operativní lehkost jeepu se schopností přeletět náročný nebo nesjízdný terén. Armádní činitelé si představovali jednoduchý a přitom robustní stroj („flying jeep“ nebo „aerial jeep“, létající jeep) schopný dopředného letu v malé výšce a režimu visení, který by po určitou dobu unesl 450 kg nákladu v letové hladině mezi 1,5 – 4 m. Návrhy vytvořilo vícero firem, z nich byly na začátku roku 1957 pro vývoj prototypů vybrány společnosti Curtiss-Wright (typ Curtiss-Wright VZ-7), Piasecki Aircraft Corporation (typ Piasecki VZ-8 Airgeep) a Chrysler (typ Chrysler VZ-6). Přes relativní životaschopnost typu VZ-8 se armáda rozhodla, že koncepce „létající jeep“ je nevhodná pro moderní bojiště a zaměřila se na vývoj konvenční helikoptéry.
V současnosti existuje několik funkčních prototypů různých vynálezců a firem, např. nizozemský PAL-V, český GyroMotion, slovenský AeroMobil nebo americké I-TEC Maverick a Terrafugia Transition (firma Terrafugia už plánuje nástupce: TF-X). 
Prototyp létajícího motocyklu vyvíjí jako svůj osobní projekt Australan Christopher Malloy, povoláním pilot helikoptéry.

## Létající automobily a motocykly v kultuře
Tento druh dopravního prostředku se nezřídka objevuje v literatuře a filmu (zejména science fiction). Tato vozidla vznášejí v různých výškách nad terénem, používajíce nějaký druh odpudivé síly, většinou antigravitační nebo vzduchového proudu či polštáře. Odstraňuje se tak většina třecích sil, které musejí současná vozidla překonávat. Na druhou stranu tuto třecí sílu ale nemohou využít např. k brzdění.
Létající automobily a motocykly lze nalézt např. ve filmech Fantomas se zlobí (zde Citroën DS), Blade Runner, Návrat do budoucnosti II nebo také ve futuristických závodních videohrách jako například F-Zero nebo wipEout.

## Galerie

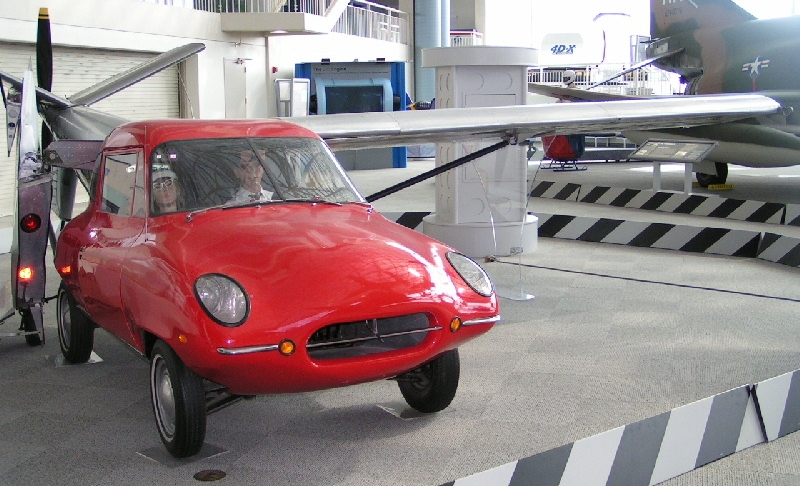
Taylor Aerocar III
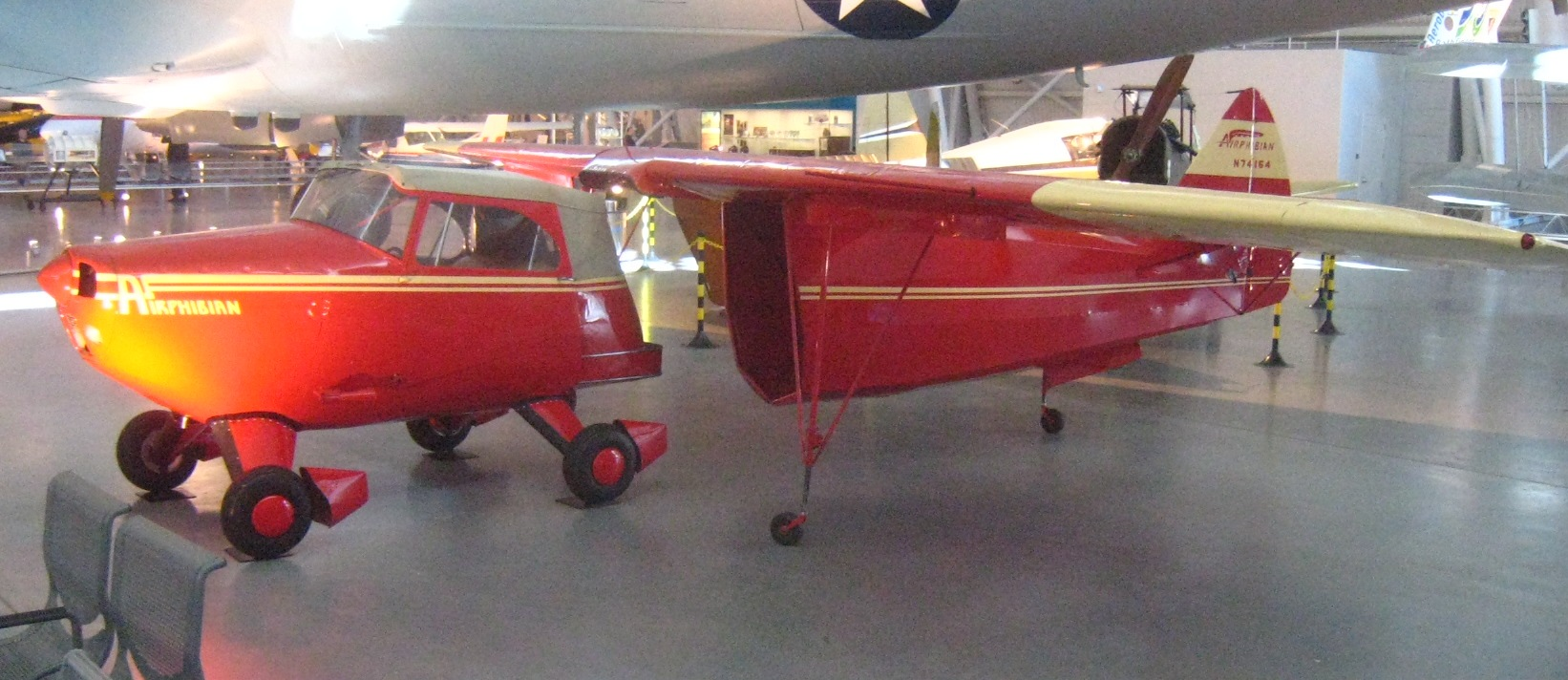
Fulton Airphibian FA-3-101
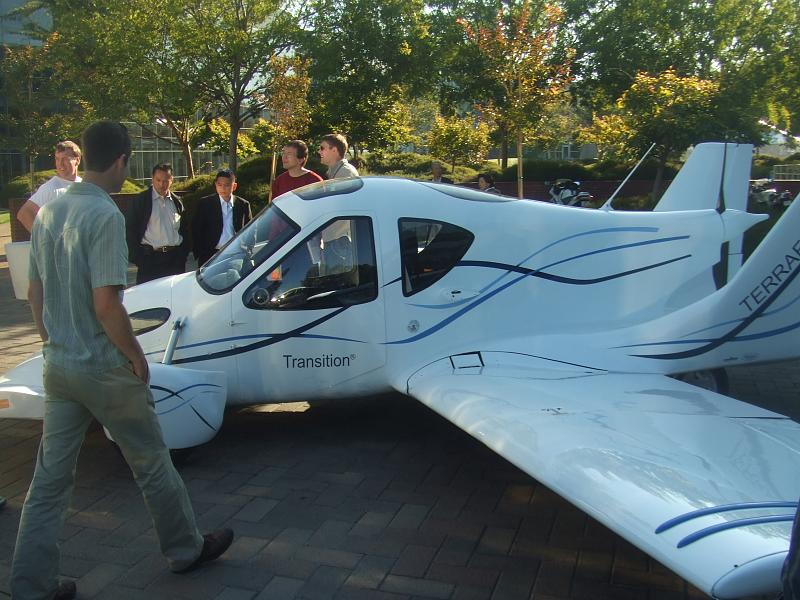
Terrafugia Transition

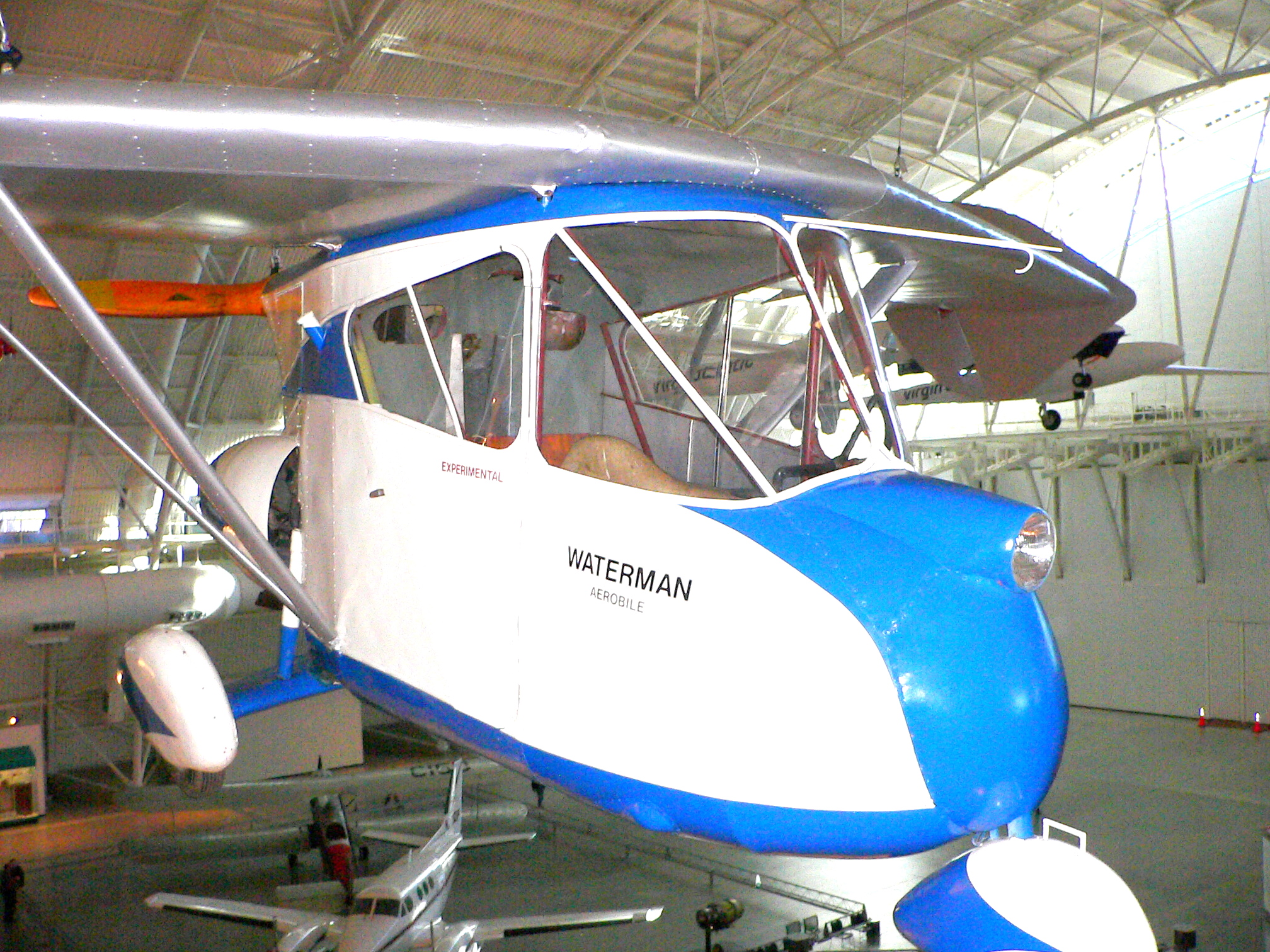
Waterman Arrowbile
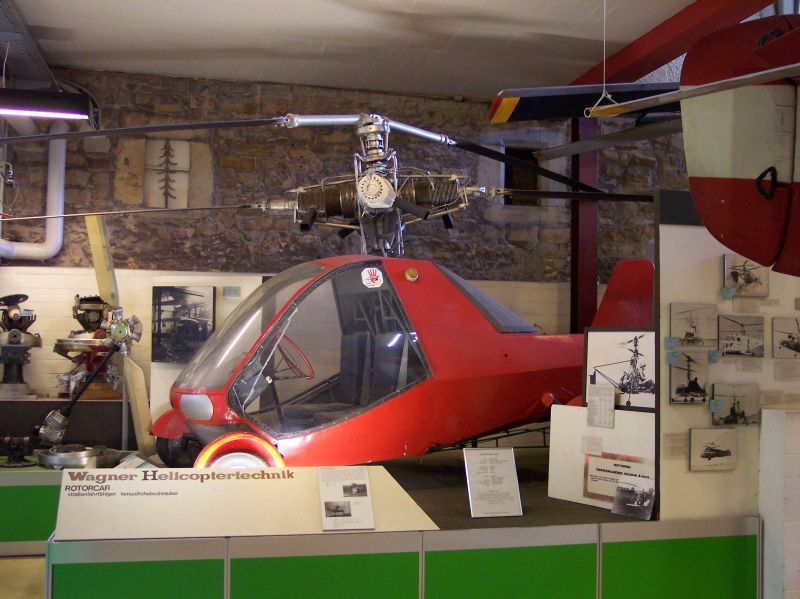
Wagner Rotocar l
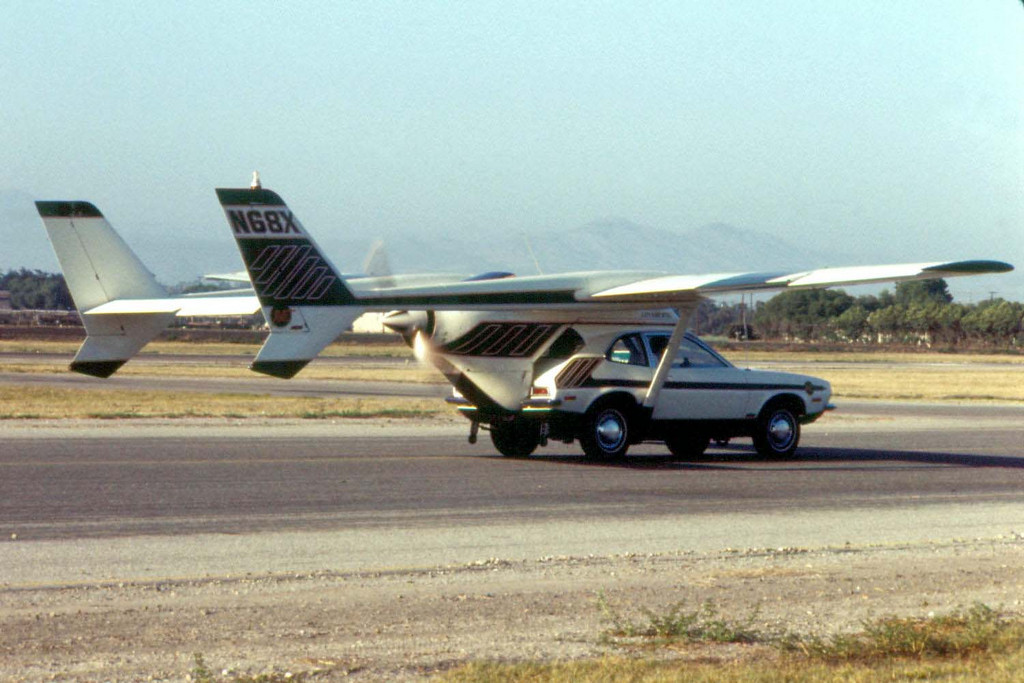
AVE Mizar